# 로우랜드 V. 리

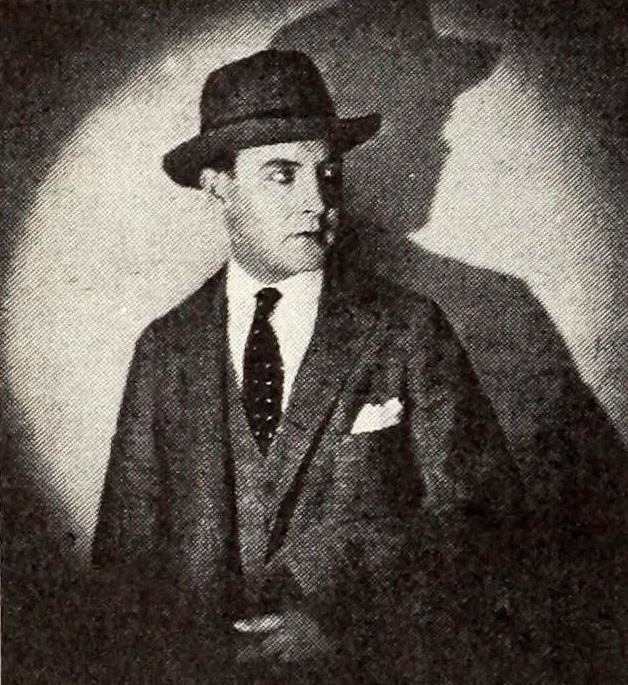

로우랜드 V. 리(Rowland V. Lee, 1891년 9월 6일 ~ 1975년 12월 21일)는 미국의 영화 감독, 배우, 감독, 각본가, 제작자, 영화 프로듀서, 영화배우이다.
핀들레이에서 태어났으며 팜데저트에서 사망하였다. 사인은 질병이다. 포리스트 론 메모리얼 파크에 매장되었다.

## 영화
- 프랑켄슈타인 3 - 프랑켄슈타인의 아들 (1939년)
- 나이팅게일 커티지 별장 (1937년)
- 뉴욕의 토스트 (1937년)
- 몬테 크리스토 백작 (1934년)
- 파라마운트 온 퍼레이드 (1930년)
- 둠스데이 (1928년)